# Meistriliiga 2019
La Meistriliiga 2019 (por razones de patrocinio A. Le Coq Premium Liiga) fue la edición número 29 de la Meistriliiga, la primera división del fútbol de Estonia. La temporada inició el 8 de marzo de 2019 y culminó el 9 de noviembre del mismo año. Flora  conquistó el duodécimo título de liga

## Sistema de competición
Los diez equipos participantes jugaron entre sí todos contra todos cuatro veces totalizando 36 partidos cada uno, al término de la fecha 36 el primer clasificado obtuvo un cupo para la primera ronda de la Liga de Campeones 2020-21, mientras que el segundo y tercer clasificado obtuvieron un cupo para la primera ronda de la Liga Europea 2020-21; por otro lado el último clasificado descendió a la Esiliiga 2020, el penúltimo jugará el Play-offs de relegación ante el subcampeón de la Esiliiga 2019.
Un tercer cupo para la primera ronda de la Liga Europea 2020-21 fue asignado al campeón de la Copa de Estonia.

## Información de los equipos
| Equipo               | Ciudad     | Estadio                  | Capacidad |
| -------------------- | ---------- | ------------------------ | --------- |
| Flora                | Tallin     | A. Le Coq Arena          | 14.405    |
| Kuressaare           | Kuressaare | Kuressaare linnastaadion | 1.000     |
| Levadia Tallinn      | Tallin     | A. Le Coq Arena          | 14.405    |
| Maardu Linnameeskond | Maardu     | Maardu linnastaadion     | 500       |
| Narva Trans          | Narva      | Narva Kreenholmi Stadium | 1.065     |
| Nõmme Kalju          | Tallin     | Hiiu Stadium             | 650       |
| Paide Linnameeskond  | Paide      | Paide Linnastaadion      | 268       |
| Tallinna Kalev       | Tallin     | Kalevi Keskstaadion      | 11.500    |
| Tammeka              | Tartu      | Tamme Stadium            | 1.500     |
| Tulevik              | Viljandi   | Viljandi Linnastaadion   | 1.084     |

## Tabla de posiciones
| Pos. | Equipo               | Pts. | PJ | G  | E  | P  | GF  | GC  | Dif. | Clasificación 2020–21                 |
| ---- | -------------------- | ---- | -- | -- | -- | -- | --- | --- | ---- | ------------------------------------- |
| 1    | Flora (C)            | 90   | 36 | 29 | 3  | 4  | 110 | 21  | +89  | Primera ronda de la Liga de Campeones |
| 2    | Levadia Tallinn      | 78   | 36 | 24 | 6  | 6  | 98  | 32  | +66  | Primera ronda de la Liga Europea      |
| 3    | Nõmme Kalju          | 77   | 36 | 22 | 11 | 3  | 79  | 34  | +45  | Primera ronda de la Liga Europea      |
| 4    | Paide Linnameeskond  | 74   | 36 | 23 | 5  | 8  | 78  | 30  | +48  | Primera ronda de la Liga Europea      |
| 5    | Tammeka              | 49   | 36 | 14 | 7  | 15 | 57  | 62  | −5   |                                       |
| 6    | Narva Trans          | 48   | 36 | 13 | 9  | 14 | 57  | 49  | +8   |                                       |
| 7    | Tulevik              | 28   | 36 | 7  | 7  | 22 | 35  | 75  | −40  |                                       |
| 8    | Tallinna Kalev       | 24   | 36 | 6  | 6  | 24 | 29  | 89  | −60  |                                       |
| 9    | Kuressaare (O)       | 23   | 36 | 6  | 5  | 25 | 24  | 87  | −63  | Promoción por la permanencia          |
| 10   | Maardu Linnameeskond | 17   | 36 | 4  | 5  | 27 | 30  | 118 | −88  | Descenso a Esiliiga                   |

Actualizado a los partidos jugados el 9 de noviembre de 2019.
 Fuente: Soccerway
Notas:
1. ↑  Tras ganar la Copa de Estonia 2019-20, el Flora obtuvo un cupo para la Primera ronda de la Liga Europa 2020-21, pero al encontrarse clasificado a la Liga de Campeones por su posición de liga el cupo pasó al cuarto clasificado

## Tabla de resultados cruzados
| Local \ Visitante    | FLO | KUR | LEV | MAA | NAR | NOM | PAI | TAL | TAM | TUL |
| -------------------- | --- | --- | --- | --- | --- | --- | --- | --- | --- | --- |
| Flora                | —   | 5–0 | 1–3 | 6–0 | 2–2 | 0–1 | 4–1 | 6–0 | 4–1 | 2–0 |
| Kuressaare           | 0–4 | —   | 0–1 | 1–0 | 1–1 | 0–0 | 0–1 | 2–0 | 1–1 | 1–0 |
| Levadia Tallinn      | 1–2 | 5–0 | —   | 8–0 | 2–0 | 0–0 | 1–1 | 5–1 | 7–0 | 5–2 |
| Maardu Linnameeskond | 3–8 | 1–0 | 1–6 | —   | 0–1 | 0–5 | 1–4 | 0–0 | 2–1 | 0–0 |
| Narva Trans          | 0–1 | 0–0 | 1–2 | 5–1 | —   | 0–0 | 0–1 | 2–2 | 2–5 | 0–1 |
| Nõmme Kalju          | 0–3 | 3–2 | 2–1 | 6–0 | 3–2 | —   | 0–2 | 2–2 | 2–0 | 2–1 |
| Paide Linnameeskond  | 0–1 | 7–0 | 0–2 | 2–0 | 0–0 | 0–2 | —   | 2–0 | 2–1 | 6–0 |
| Tallinna Kalev       | 0–2 | 3–0 | 1–6 | 2–0 | 0–4 | 0–1 | 0–3 | —   | 0–4 | 0–2 |
| Tammeka              | 0–2 | 1–1 | 1–2 | 2–2 | 1–2 | 0–0 | 0–3 | 2–0 | —   | 0–1 |
| Tulevik              | 1–3 | 1–2 | 0–3 | 2–0 | 1–1 | 2–3 | 2–2 | 1–2 | 0–4 | —   |

| Local \ Visitante    | FLO  | KUR | LEV | MAA | NAR | NOM | PAI | TAL | TAM | TUL |
| -------------------- | ---- | --- | --- | --- | --- | --- | --- | --- | --- | --- |
| Flora                | —    | 7–0 | 2–1 | 3–0 | 1–0 | 1–1 | 1–0 | 5–0 | 0–1 | 3–0 |
| Kuressaare           | 0–3  | —   | 0–3 | 1–0 | 0–1 | 0–3 | 0–3 | 0–1 | 0–1 | 4–1 |
| Levadia Tallinn      | 1–2  | 2–1 | —   | 3–1 | 1–0 | 1–1 | 3–2 | 7–0 | 1–1 | 1–1 |
| Maardu Linnameeskond | 0–12 | 2–1 | 1–4 | —   | 1–3 | 1–4 | 2–4 | 2–2 | 0–1 | 2–2 |
| Narva Trans          | 0–1  | 4–2 | 1–3 | 5–2 | —   | 1–1 | 0–1 | 2–0 | 3–2 | 3–2 |
| Nõmme Kalju          | 2–1  | 7–2 | 2–1 | 4–0 | 2–2 | —   | 1–1 | 6–0 | 2–3 | 2–2 |
| Paide Linnameeskond  | 1–1  | 6–1 | 3–1 | 5–0 | 1–0 | 0–1 | —   |     | 2–0 | 4–0 |
| Tallinna Kalev       | 0–2  | 2–1 | 0–1 | 1–4 | 0–3 | 2–3 | 0–2 | —   | 1–2 | 3–0 |
| Tammeka              | 1–6  | 4–0 | 1–1 | 2–0 | 6–4 | 1–2 | 3–2 | 2–2 | —   | 1–3 |
| Tulevik              | 0–3  | 3–0 | 0–3 | 2–1 | 0–2 | 0–3 | 1–2 | 1–1 | 0–1 | —   |

## Playoffs de relegación
Lo disputaron el noveno clasificado ante segundo el clasificado de la Esiliiga 2019.
| Equipo 1 | Agr. | Equipo 2   | Ida | Vuelta |
| -------- | ---- | ---------- | --- | ------ |
| Vaprus   | 3–5  | Kuressaare | 1–4 | 2–1    |

## Goleadores
| Pos. | Jugador              | Club                | Goles |
| ---- | -------------------- | ------------------- | ----- |
| 1    | Erik Sorga           | Flora               | 31    |
| 2    | Nikita Andreev       | Levadia Tallinn     | 13    |
| 2    | Alassana Jatta       | Paide Linnameeskond | 13    |
| 2    | Eric McWoods         | Narva Trans         | 13    |
| 2    | Kaimar Saag          | Tulevik             | 13    |
| 6    | Herol Riiberg        | Flora               | 12    |
| 6    | Konstantin Vassiljev | Flora               | 12    |
| 8    | João Morelli         | Levadia Tallinn     | 11    |
| 8    | Sten Reinkort        | Tammeka             | 11    |
| 8    | Mark Oliver Roosnupp | Levadia Tallinn     | 11    |